# كوميت إنترسيبتور
كوميت إنترسيبتور هي مهمة مركبة فضائية آلية من قبل وكالة الفضاء الأوروبية ومن المخطط إطلاقها في 2029. ستتوقف المركبة عند نقاط لاغرانج وتنتظر ما يصل إلى ثلاث سنوات حتى يطير مذنب طويل المدى في مسار وسرعة يمكن الوصول إليهما.